# Primera Batalla de Cholet

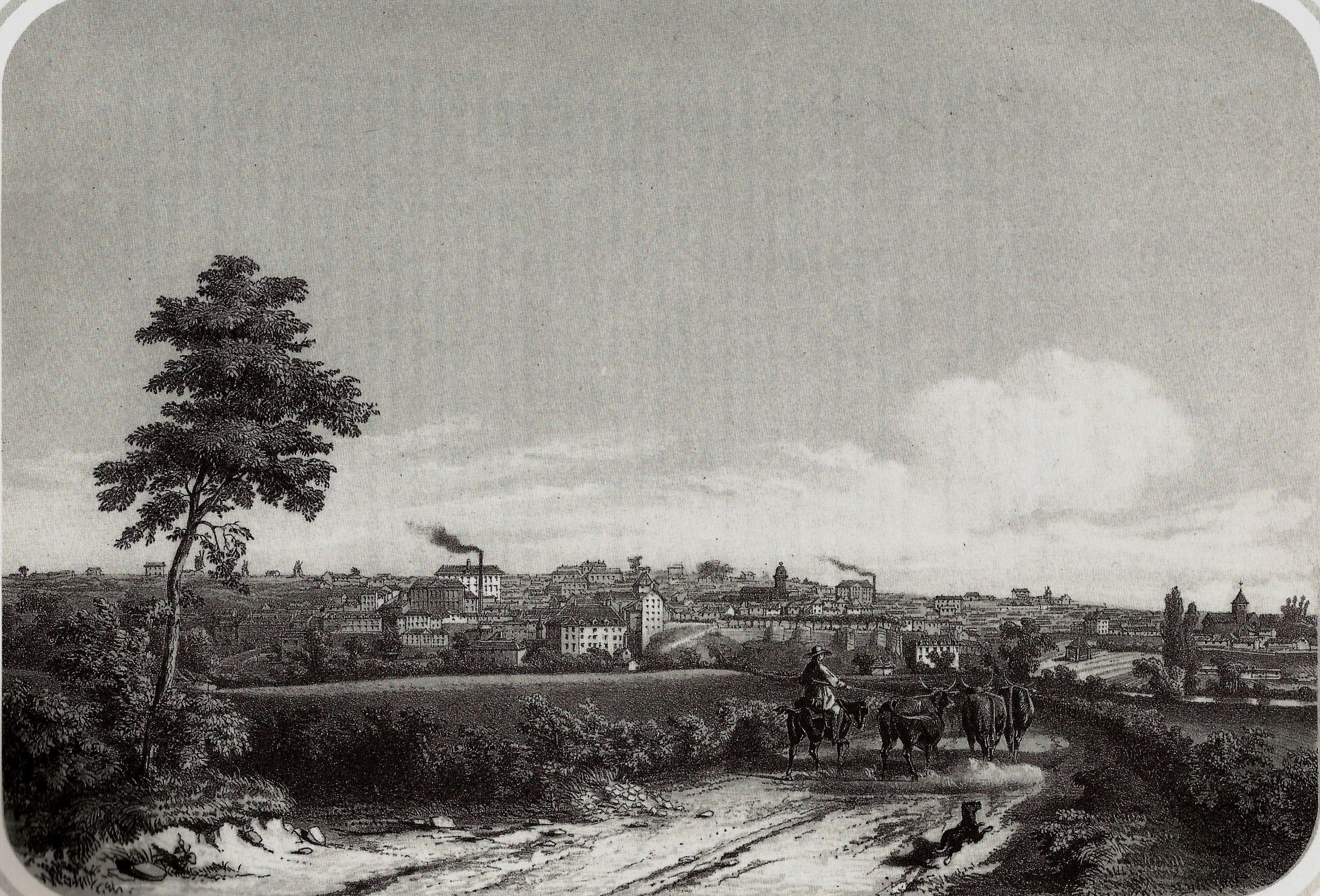
Cholet en el tempr de la revolta de la Vendée

La Primera Batalla de Cholet va tenir lloc durant la Revolta de La Vendée. El 15 de març de 1793, la ciutat és presa pels insurgents vendeans.

## Preludi
La Convenció havia ordenat, el 23 de febrer, la captació de 300.000 homes, els primers disturbis van començar a Mauges en anunciar-se els termes de la contractació. Els dies 2 i 3 de març, joves del cantó reunits a Cholet pel districte van manifestar la seva negativa a marxar. A Beaupréau, els rebels van amenaçar la guàrdia nacional que va disparar i va matar tres rebels i van ferir vuit.
El 12 de març, a Saint-Florent-le-Vieil, 600 camperols van posar en fugida les forces republicanes, i el 13 de març, els camperols que van posar Jacques Cathelineau al capdavant i van prendre Jallais. El 14 de març, Chemillé va caure al seu torn, assaltat per aquests mateixos camperols. La majoria dels 200 guàrdies nacionals que defensaven la ciutat van ser capturats, així com els seus tres Colobrina, el més gran dels quals va ser rebatejat com a "Marie-Jeanne" pels camperols d'Anjou que la van convertir en una autèntica mascota.
Les victòries de Cathelineau van provocar l'aixecament de centenars d'altres parròquies que es van unir al petit exèrcit dels insurgents, sobretot Jean-Nicolas Stofflet.

## Batalla
El 15 de març, els camperols, amb un nombre de 15.000, es van presentar davant Cholet. Es va enviar un emissari per negociar la rendició dels patriotes, però Beauveau, el comandant del lloc, si va negar. Va estimar que els seus 580 guàrdies nacionals, ben armats, eren suficients per repel·lir a camperols armats amb dalles.
Però es va equivocar, en poques hores els insurgents van apoderar-se de la ciutat, 150 patriotes van morir entre ells Beauveau contra 40 rebels. Es va requisar un botí important.

## Conseqüències
L'endemà, els insurgents van apoderar-se de Vihiers, que els republicans havien preferit abandonar. Els camperols, però, tenien por de la repressió dels "blaus" a qui sabien que era inevitable. Va ser en aquest moment que els insurgents van anar a buscar als nobles del seu país, antics soldats, per obligar-los a posar-se al capdavant. Així, diversos nobles com Charles de Bonchamps o Maurice D'Elbée, es van unir a la insurrecció.
A iniciativa dels seus líders, els revoltats van decidir marxar a Chalonnes-sur-Loire a prop d'Angers. 4.000 soldats foren defensats per la ciutat. Davant l'amenaça dels insurrectes, els defensors van preferir abandonar la ciutat i es van retirar a Angers. En aquell moment, els camperols que havien expulsat els republicans fora dels seus països es van dispersar i van tornar a casa.
La revolta havia acabat així, però els exèrcits republicans enviats per reprimir-la havien de reiniciar la guerra a Mauges.
El 14 d'abril de 1793, el general republicà Leygonier ocupa la ciutat de Cholet, que es reprendrà l'endemà pels reialistes. Els presos republicans, inclòs Jean-Julien Savary, es van salvar de la mort gràcies a la pregària dels habitants.